# Figulus incisus
Figulus incisus es una especie de coleóptero de la familia Lucanidae.

## Distribución geográfica
Habita en Singapur.